# 사랑의 마지막
《사랑의 마지막》(영어: A Love to Last 어 러브 투 래스트[*])은 2017년 방영된 필리핀의 드라마이다.